# Ellen G. White Estate
Ellen G. White Estate, Inc., lub krócej White Estate – oficjalna instytucja działająca przy Generalnej Konferencji Kościoła Adwentystów Dnia Siódmego, założona przez Ellen G. White w celu sprawowania opieki prawnej nad jej twórczością. Siedziba głównego biura organizacji znajduje się przy światowej centrali Generalnej Konferencji Kościoła w Silver Spring, w stanie Maryland, Stany Zjednoczone. White Estate posiada swoje oddziały i ośrodki badawcze na całym świecie, często przy adwentystycznych uczelniach wyższych i uniwersytetach.

## Misja
Misją White Estate jest upowszechnianie twórczości Ellen G. White w kręgach chrześcijańskich, tłumaczenie publikacji na inne języki świata oraz udostępnianie źródeł oryginalnych dotyczących dzieł i życia autorki, które są własnością organizacji. Przy White Estate istnieją różne komitety badawcze zajmujące się analizą twórczości Ellen G. White oraz sporządzaniem materiałów do badań nad jej twórczością, np. słowników, czy konkordancji do dzieł Ellen G. White. Podczas ogólnoświatowej sesji Generalnej Konferencji Kościoła Adwentystów Dnia Siódmego w 2000 r. w Toronto, misja White Estate została rozszerzona o kolejne zadania, m.in. sprawowanie odpowiedzialności nad historią adwentyzmu i upowszechnianie jej.

## Oddziały organizacji

### Stany Zjednoczone
- Uniwersytet Andrewsa w Berrien Springs, w stanie Michigan
- Uniwersytet Loma Linda w południowej Kalifornii
- Uniwersytet Oakwood w Huntsville, w stanie Alabama
- Południowo-zachodni Uniwersytet Adwentystyczny w Johnson County, w Teksasie

### Pozostałe kraje
- Argentyna (Universidad Adventista del Plata)
- Australia (Avondale College)
- Brazylia (Centro Universitário Adventista - Campus
- Filipiny (Adventist International Institute of Advanced Studies)
- Francja (Campus Adventiste du Saleve)
- Indie (Spicer Memorial College)
- Jamajka (Northern Caribbean University)
- Kenia (University of Eastern Africa, Baraton)
- Korea Południowa (Korean Sahmyook University)
- Meksyk (University of Montemorelos)
- Nigeria (Babcock University)
- Południowa Afryka (Helderberg College)
- Rosja (Zaokski Theological Seminary)
- Wielka Brytania (Newbold College)

## Władze organizacji

### Dyrektorzy
- 1915–1935 – Arthur Grosvenor Daniells
- 1935–1936 – John Edwin Fulton
- 1936–1937 – John Luis Shaw
- 1938–1944 – Francis M. Wilcox
- 1944–1951 – Milton E. Kern
- 1952–Denton E. Rebok
- 1952–1963 – Albert Victor Olson
- 1963–1966 – Francis D. Nichol
- 1966–1980 – William Paul Bradley
- 1980 – Kenneth H. Wood
- 2008–2013 – Don Schneider
- od 2014 – G.T. Ng

### Sekretarze
- 1915–1937 – William C. White
- 1937–1978 – Arthur L. White
- 1978–1990 – Robert W. Olson
- 1990–1995 – Paul A. Gordon
- 1995–2000 – Juan Carlos Viera
- 2000 – James R. Nix